# Glamorgan-Rind

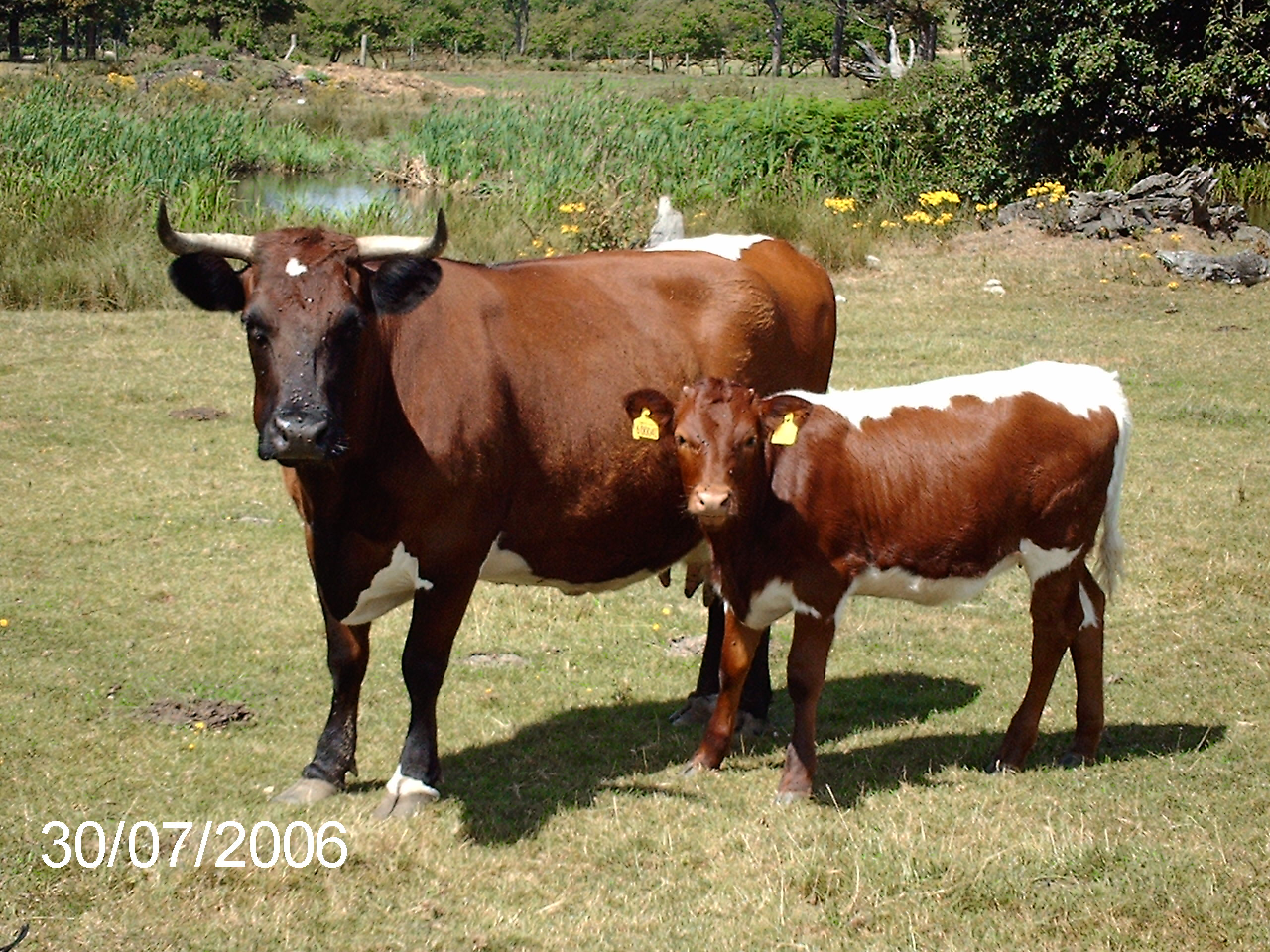
Glamorgan-Kuh mit ihrem Kalb

Das Glamorgan-Rind (Walisisch: Gwartheg Morgannwg, Englisch: Glamorgan Cattle) ist eine Rinderrasse aus der Grafschaft Glamorgan in Wales, Großbritannien.
In den 1920er Jahren hielt man die Rasse bereits für ausgestorben. 1979 wollte Major 'Teddy' Savage aus Seddlescombe bei Hastings in East Sussex seine Rinderherde verkaufen, die nach seiner Behauptung Glamorgan-Rinder, Pembroke-Rinder und Gloucester-Rinder beinhaltete. Er bot seine Rinder zuerst der „Stiftung für die Erhaltung seltener Rassen“ (Rare Breeds Survival Trust) an, aber die Stiftung entschied, sie nicht zu kaufen, da nach ihrer Meinung die Herkunft der Glamorgan- und Pembroke-Rinder nicht dokumentiert war. Die (angeblichen) Pembroke-Rinder wurden auf einem lokalen-Markt verkauft, worauf sie spurlos verschwanden. Der Rat des Countys West Glamorgan erfuhr jedoch von dem Verkauf und kaufte die Glamorgan-Rinder. Sie wurden in den Margam Country Park verbracht, wo man versuchte, die Rasse zu erhalten. Die Herde vergrößerte sich schnell und zählt heute 200 Tiere. Das Glamorgan-Rind ist angeblich mit dem österreichischen Pinzgauer Rind verwandt. So kaufte der Margam Country Park 1994 einen Pinzgauer Stier, um die Blutlinie zu verbessern.
Typisch für das Glamorgan-Rind ist ihr kastanienbraunes Fell mit breiten weißen Streifen entlang der Rückenlinie und am Bauch.
Einst war die Rasse häufig in den alten Countys Glamorgan, Monmouth und Brecon, jedoch nur selten westlich des Dulais-Flusses. Die Kühe waren sehr gute Milchkühe, deren Milch einen hohen Milchfettgehalt aufwies. Die Milch war so gut, dass sich König Georg III. eine Herde auf seiner Farm in Windsor hielt. Er nutzte auch Glamorgan-Ochsen für die Landarbeit. Die Rasse produzierte keine großen Mengen Fleisch, aber von sehr guter Qualität.
Während des 19. Jahrhunderts wurden Glamorgans immer häufiger mit anderen Rassen wie Hereford-Rindern, Ayrshire-Rindern und Shorthorn-Rindern gekreuzt. Die Kreuzungen verbesserten die Fleischleistung, obwohl dies Einschränkungen der Qualität zur Folge hatte. Mit der Zeit verschwand die Rasse fast vollständig, da die Landwirte jetzt verstärkt einkreuzten oder ihre Herden durch Hereford-Rinder und Shorthorn-Rinder ersetzten.

## Referenzen
- R. J. Colyer: Some Welsh Breeds of Cattle in the Nineteenth Century. In: British Agricultural History Society (Hrsg.): The Agricultural History Review. Band 22, Nr. 1, 1974, S. 1–17, JSTOR:40273576.
- Paul Weaver, 'A Glamorgan Cattle History', The Ark, 2000 (Autumn) 92-3.